# Landtagsprotokolle (Baden)

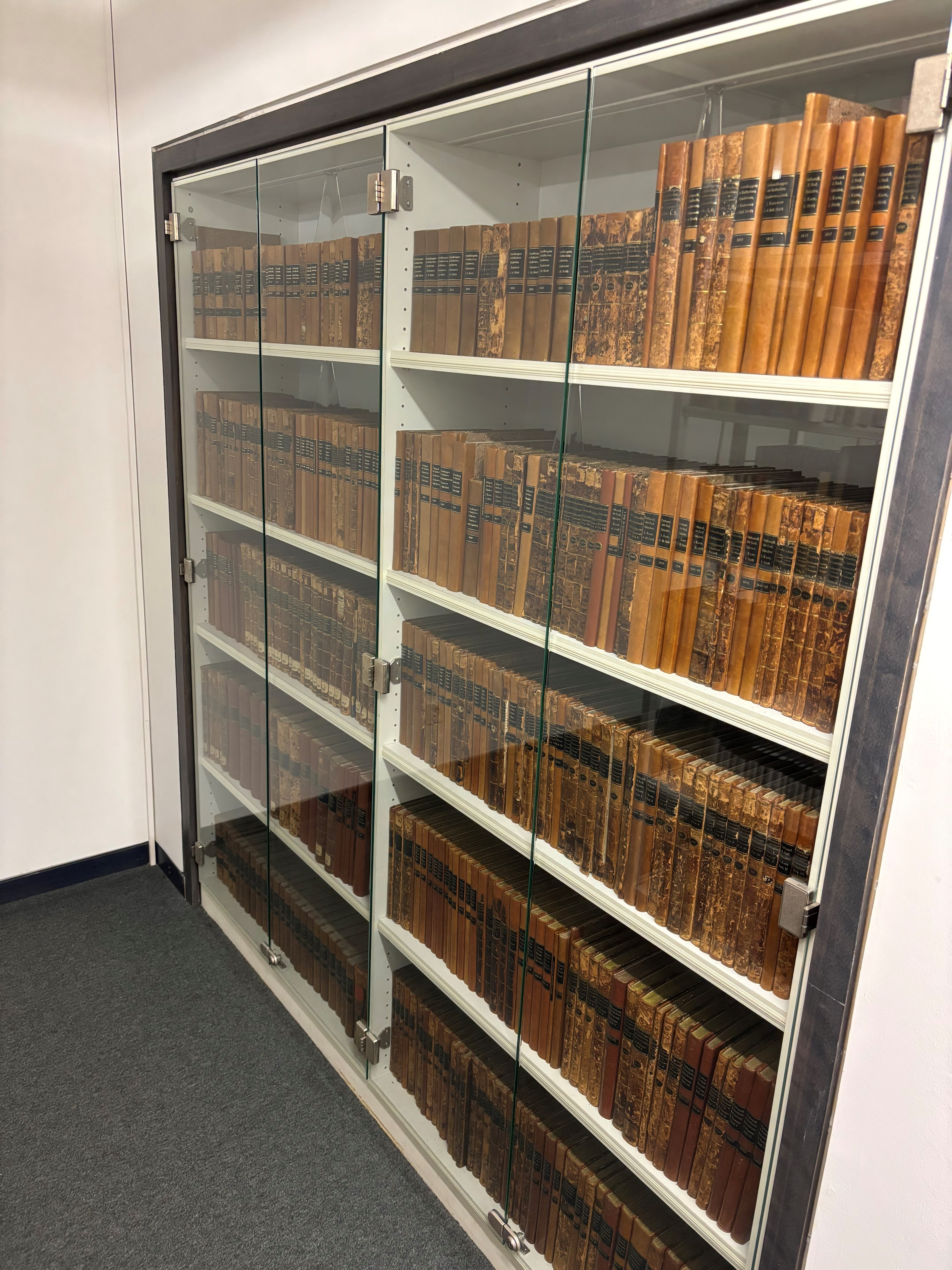
Landtagsprotokolle der 1. und 2. Kammer im Lesesaal der Badischen Landesbibliothek

Die Badischen Landtagsprotokolle enthalten die Verhandlungen der parlamentarischen Vertretung des Großherzogtums Baden und der späteren Republik Baden. Sie beginnen mit dem ersten Zusammentreten der Badischen Ständeversammlung 1819 und enden mit der Auflösung des Landtags 1933. Einen zweiten Überlieferungszeitraum bildet die Zeit nach 1945 bis zur Gründung des Landes Baden-Württemberg. Die Protokolle gliedern sich in die Protokolle der Ersten Kammer (bis 1918) und der Zweiten Kammer (bis 1933).

## Geschichte
Auf der Grundlage der von Großherzog Karl Friedrich unterzeichneten Verfassung von 1818 erhielt Baden eine Ständeversammlung mit einem Zweikammersystem. Die Mitglieder der Ersten Kammer bestimmten die Verfassung, die Zweite Kammer war die eigentliche Volksvertretung und ging aus indirekten Wahlen hervor. Erst 1904 und 1919 erfolgte eine Liberalisierung des Wahlrechts und eine Ausweitung auf größere Wählergruppen – darunter auch Frauen – mit entsprechenden Veränderungen in der Parteienlandschaft.
Die Ständeversammlung tagte ab dem 22. April 1819. Das Ende der Monarchie in Baden führte zur Abschaffung der Ersten Kammer, die am 23. August 1918 zu ihrer letzten Sitzung zusammentrat. Der ab 1919 nur noch aus einer Kammer bestehende Landtag wurde am 14. Oktober 1933 von den Nationalsozialisten aufgelöst.
Bereits im ersten Jahr veröffentlichten beide Kammern erstmals die Landtagsprotokolle unter dem Titel Verhandlungen der Ständeversammlung des Großherzogtums Baden. Dieser Anspruch auf Transparenz wurde bis zur Auflösung des Landtags 1933 aufrechterhalten.

## Struktur der Protokolle
Die gedruckten Protokolle umfassen rund 600 Bände mit insgesamt 267.000 Seiten. Sie sind nach den beiden Kammern getrennt und jeweils chronologisch nach Wahl- und Sitzungsperioden geordnet. Ursprünglich waren die Protokolle und Beilagen gemeinsam in den Bänden abgedruckt. Die Beilagen enthielten dabei alle Entwürfe und Papiere, die für die jeweilige Verhandlung von Bedeutung waren. Ab 1831 wurden die Protokolle und Beilagen in verschiedene Bände aufgeteilt. Die Bände verfügen über ein Sprecher- und ein Sachregister – entweder direkt in die Bände integriert oder als separate Registerbände.
Geschäftsordnungen der beiden Kammern legten das Protokollverfahren fest. Auf der Grundlage der stenografischen Mitschrift durchliefen die Protokolle einen redaktionellen Prozess, der auch die Durchsicht durch den Redner einschloss. Die Protokolle enthielten daher nicht unbedingt den reinen Wortlaut, eine Zensur fand jedoch nicht statt.
Der Nachteil dieses Verfahrens war die lange Dauer bis zur Drucklegung. Daher beschloss der Landtag 1850, die Protokolle stark zu kürzen und auf den eigentlichen Redetext zu verzichten. An dieser Praxis hielt der Landtag bis 1918 fest. Erst ab 1919 wurden die Landtagsprotokolle wieder vollständig mit den gehaltenen Reden abgedruckt. Für die historische Forschung sind die Protokolle für diesen Zeitraum daher nur von begrenztem Wert. Eine wichtige Ersatzüberlieferung für diesen Zeitraum stellen die Berichte der Karlsruher Zeitung über die Verhandlungen der 2. Kammer.

## Digitalisierung
Nur wenige Bibliotheken können eine vollständige Sammlung aller gedruckten Verhandlungsbände der Ersten und Zweiten Kammer von 1818 bis 1918 sowie des Landtags ab 1919 anbieten. Die Badische Landesbibliothek hat deshalb im Jahr 2012 mit finanzieller Förderung des Landes Baden-Württemberg die Landtagsprotokolle vollständig digitalisiert.
Um den Einstieg in die komplexe Struktur zu erleichtern, hat die Badische Landesbibliothek eine Personen- und Redensuche entwickelt.
- Die Badischen Landtagsprotokolle in den Digitalen Sammlungen der Badischen Landesbibliothek